# Wereld Muziek Concours
Het Wereld Muziek Concours, afgekort WMC, is een internationaal muziekfestival dat sinds 1951 vierjaarlijks in Kerkrade wordt gehouden.

## Organisatie
Het WMC werd in 1951 als eerste georganiseerd door harmonie "St. Aemiliaan", Bleyerheide en Harmonie "St. Pancratius", Nulland. Decor voor de mars-en show wedstrijden van het festival is sinds 2001 het Parkstad Limburg Stadion (nieuwe stadion Roda JC). Daarvoor was t/m de editie van 1997 het Gemeentelijk Sportpark Kaalheide (oude stadion van Roda JC) het decor. Het WMC is een muziekfestival in brede zin en combineert wedstrijden voor amateurblaasorkesten, marching- en showbands, slagwerkensembles en dirigenten met hoogwaardige concerten door meestal professionele orkesten en ensembles en een Buitenfestival in de Kerkraadse binnenstad. Meer dan 19.000 muzikanten uit alle delen van de wereld namen aan de editie van 2005 deel, die ongeveer 650.000 bezoekers trok.
De meest recente editie werd gehouden van 9 juli tot en met 31 juli 2022. Deze editie was oorspronkelijk gepland voor 2021, maar werd vanwege de coronapandemie die in 2020 uitbrak verplaatst naar 2022.
Het WMC is voor degenen die niet naar Kerkrade kunnen komen, live te volgen via een betaalde stream op de site van het evenement.
André Rieu is sinds 2013 beschermheer van het WMC. Het muziekfestival ontvangt subsidie van onder andere het Fonds voor Cultuurparticipatie.

## IESC
Het IESC staat voor Internationaal Ensemble- en Solistenconcours. Tijdens het IESC beoordeelt een internationale jury topsolisten en ensembles in de categorieën hout/koper; slagwerk; bigband en jazzcombo, waarbij het accent ligt op jonge, ambitieuze muzikanten die een carrière in de muziek overwegen. Voor dit project werkt het WMC samen met Stichting Muziekschool Kerkrade.
Sinds 1985 heeft Stichting WMC Kerkrade in de periode tussen twee WMC's bijzondere projecten neergezet, vooral gericht op de jongere muzikanten, dirigenten en componisten, zoals ook deze wedstrijd die elke twee jaar plaatsvindt in samenwerking met Stichting Muziekschool Kerkrade (SMK). De voornaamste doelstelling is, jong muzikaal talent de kans te geven zich op een podium van internationale allure te presenteren.